# Carnaval del Oriente Colombiano

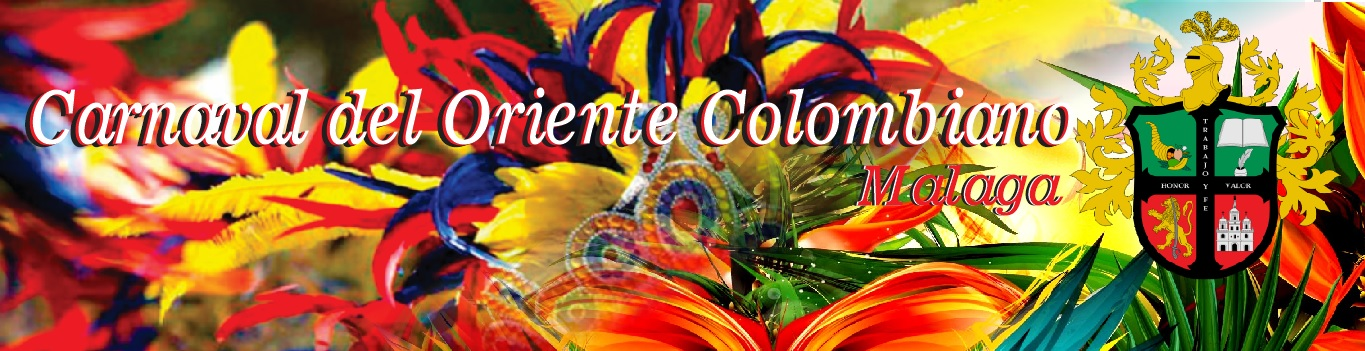
La Feria Grande del Oriente Colombiano

El Carnaval del Oriente Colombiano, es la fiesta de carnavales más importante del centro oriente  colombiano, este se realiza en la ciudad de Málaga, en el departamento de Santander durante sus festividades el día sábado dentro de las tradicionales Ferias y Fiestas De San Jerónimo. En las primeras dos semanas del año se llevan a cabo las Ferias y Fiestas de San Jerónimo y como parte de ellas se realiza el Carnaval del Oriente Colombiano.

## El carnaval

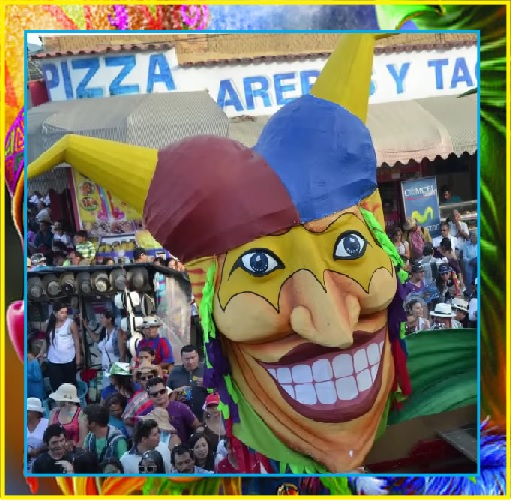
Payaso en el Carnaval

El carnaval del Oriente Colombiano es una fiesta majestuosa, multicultural, colorida, musical, de esparcimiento y regocijo de turistas, visitantes y originarios de la región. 
El desfile está conformado por las carrozas configuradas encima de diferentes tipos de automóviles y camiones cada una de la cual representa un municipio, un barrio o una organización participante, cada carroza lleva además una reina y su respectivo tema, cada carroza posee diferentes figuras, emblemas, personajes y representaciones las cuales realizan diferentes tipos de movimientos y expresiones artísticas.
El carnaval del oriente colombiano tiene una trascendencia histórica muy importante para los habitantes de García Rovira en cada uno de sus municipios y en especial de Málaga, que es la ciudad donde se originó este gran carnaval.